# Vladimír Roubal
Vladimír Roubal (* 1. července 1965 Plzeň) je český varhaník, především varhanní improvizátor. Působí jako ředitel chrámové hudby Královské kanonie premonstrátů při bazilice Nanebevzetí Panny Marie v Praze na Strahově.

## Životopis
Pochází z Města Touškova v okrese Plzeň-sever. Narodil se v rodině volyňských Čechů, kteří se do Čech vrátili teprve v padesátých letech minulého století. Jeho praděd, děd i otec byli zanícení muzikanti. V kozolupské a později v plzeňské LŠU se brzy začal učit na klavír a na akordeon. Poté studoval varhany na Konzervatoři v Plzni u prof. Jitky Chaloupkové a na konzervatoři v Praze u prof. Jana Hory, varhanní improvizaci u prof. Jaroslava Vodrážky.

## Dětství a začátky
Když mu bylo 14 let, za faráře P. Jiřího Mošny v kostele sv. Jana Křtitele v Městě Touškově začal zkoušet jak znějí varhany, ke kterým ho přivedl touškovský varhaník Dr. Ing. Václav Větrovec. Ve druhém ročníku konzervatoře, přesně ve svých 15 letech, se Vladimír Roubal stal varhaníkem tehdy ještě arciděkanského kostela (dnes katedrály) sv. Bartoloměje v Plzni. Kromě pilného studia na škole vypomáhal mladý Vladimír i v jiných plzeňských kostelích a zastupoval varhaníky všude, kde bylo právě potřeba. V „dresu“ Plzeňské konzervatoře získal v roce 1982 první cenu ve varhanní improvizaci varhanní soutěže v Opavě. Vojnu strávil v pěveckém sboru armádního uměleckého souboru, kde se postupně učil sbormistrovskému umění a stává se zástupcem sbormistra. Také za pražskou konzervatoř získá v roce 1988 první místo v soutěži slavné vavříny, tentokrát ve varhanní improvizaci v Krnově. V té době se stává varhaníkem a kapelníkem břevnovské baziliky sv. Markéty v Praze. Zde díky vlídné pomoci Jana Hanuše, Jarmila Burghausera a Milana Duška získává první zkušenosti pro své budoucí povolání regenschoriho.

## Současnost
Od roku 1990 je ředitelem chrámové hudby Královské kanonie premonstrátů při bazilice Nanebevzetí Panny Marie v Praze na Strahově. Zde založil a vede chrámový sbor Collegium Strahoviense a komorní orchestr, s nimiž koncertuje a doprovází všechny velké církevní slavnosti.
Na svém kontě má už několik CD nahrávek. Úzce spolupracuje s řádem Maltézských rytířů, s řádem cisterciáků ve Vyšším Brodě a s trubači hradní stráže Pražského hradu, s nimiž také natočil několik CD. Nahrává pro Český rozhlas a Českou televizi (B. A. Wiedermann, R. Rejšek, M. Reger, F. Mendelssohn-Bartholdy, improvizace), japonský rozhlas a televizi, dále pro německý, holandský a americký rozhlas. Zkomponoval hudbu k několika filmům např. k filmu Jaromíra Polišenského In nomine patris.
Vyniká svou schopností improvizace. Je jedním z nejuznávanějších varhanních improvizátorů v Evropě, ale i ve světě. Koncertuje v různých koutech České republiky, ve světě koncertoval například v Německu, Rakousku, Maďarsku, Nizozemsku, Itálii, Španělsku, Francii, Polsku, Rumunsku, Moldávii a USA. Ke konci roku 1999 absolvoval koncertní turné po Japonsku, tam vystupoval ve městech Nagoja, Jokohama a Tokio.

## Ocenění
Od roku 2023 je čestným občanem města Město Touškov.

## Diskografie
- Varhany strahovského kláštera (1992, Lunarion)
- Baroko pro trubku a varhany (1993, Musica Pragensis)
- Ave Maria z Vyšebrodského kláštera (1993, Clarton)
- Canti Sacri (1994, Rosa, Český rozhlas)
- Ladislav Simon: Requiem (1994, Clarton)
- Antonín Dvořák: Mše D-dur (1995, Clarton)
- Česká duchovní hudba 18. století (1995, Fermata)
- Trubači Pražského hradu (1996, Clarton)
- Antonín Dvořák: Duchovní tvorba (1996, Clarton)
- Eva Pilarová – Vánoce (instrumentace, varhany – 1996, Tommü Records)
- Alleluja (1996, Gramofonové závody Loděnice)
- Antonín Dvořák, J. Brahms: Duchovní skladby
- Improvizace (1996, Happy Music Production)
- F. X. Thuri: Il Ultimo Maestro di Praga Barocca (2005, Maximum Hannig)
- F. M. Kníže: Pastoral-Messe (2006, Rosa)
- Vigilance in St. Barbara – V. Roubal Organ Improvisation (2007, HPC Hamouz, M.B. Media)
- Čas vánoční - V. Roubal a J. Verner (2013, HPC Hamouz a Selgen)
- Varhany u sv. Ignáce – V. Roubal improvizace (2014, HPC Hamouz)
- Jan Verner – trubka, Vladimír Roubal – varhany (2014, HPC Hamouz a Selgen)
- Podzimní romance - Jan Verner - trubka, Pavel Verner - violoncello, Vladimír Roubal - varhany (2015, HPC Hamouz a Selgen)

## Chrámový varhaník
- 1980–1985 byl varhaníkem kostela sv. Bartoloměje v Plzni
- 1987–1990 působil jako varhaník baziliky sv. Markéty v Praze-Břevnově
- od 1990 je ředitelem chrámové hudby Královské kanonie premonstrátů při bazilice Nanebevzetí Panny Marie v Praze na Strahově